# Les Héritiers (film, 1998)
Pour les articles homonymes, voir Les Héritiers.
Pour plus de détails, voir Fiche technique et Distribution.
Les Héritiers (titre original : Die Siebtelbauern, "Les Septièmes paysans") est un film germano-autrichien réalisé par Stefan Ruzowitzky sorti en 1998.

## Synopsis
Autriche, dans les années 1920. Un paysan tyrannique est haï par ses servantes et les garçons de ferme. Ils détestent aussi leur contremaître. Parmi eux, il y a Lukas, un simple d'esprit populaire parmi toutes les femmes, et Emmy, la rebelle. Severin, le narrateur du film, qui vit depuis peu à la ferme, est plus introverti et plus réfléchi.
Un jour, Rosalind, qui a quitté la ferme il y a bien des années, revient et tue le paysan qui l'avait violée. Lukas est l'enfant né de ce viol. Rosalind est arrêtée.
Les autres agriculteurs du village sont impatients de récupérer la ferme, car il n'avait pas d'enfant déclaré. Dans son testament, le paysan insulte les habitants du village et ses employés. Néanmoins il lègue la ferme à ses dix employés. Les villageois sont abasourdis. À leurs yeux, la volonté du défunt va à l'encontre de la hiérarchie sociale du village. Les héritiers acceptent leur nouvelle possession, tout le monde reçoit un dixième.
Mais le contremaître veut vendre la ferme au nom des héritiers à Danninger et tente de faire annuler le testament. La majorité des employés veulent conserver la ferme et l'expulsent ainsi qu'un garçon et une servante. Les sept héritiers restants sont surnommés les "septièmes paysans" par les autres agriculteurs qui sont contre eux.
Les "sept paysans" continuent leurs travaux habituels afin de demeurer indépendants. Mais ils doivent se défendre contre les autres fermiers ligués par le contremaître. D'un autre côté, d'autres habitants du village les soutiennent. Les agriculteurs menés par Danninger essaient de prendre la ferme par la force, cependant, lorsqu'ils échouent, ils y mettent le feu. Lukas tue l'ancien contremaître en légitime défense. Il doit se cacher dans une grotte de la forêt avec l'aide des autres héritiers, mais il est découvert et assassiné.
Durant les funérailles de Lukas, Emmy et Severin traversent le village sous le regard de tous les habitants. Emmy et Severin veulent émigrer en Amérique, comme Lukas voulait le faire.

## Fiche technique
- Titre : Les Héritiers
- Titre original : Die Siebtelbauern
- Réalisation : Stefan Ruzowitzky assiste d'Anton Maria Aigner
- Scénario : Stefan Ruzowitzky
- Musique : Christian Heitler
- Direction artistique : Isidor Wimmer
- Photographie : Peter von Haller (de)
- Son : Heinz Ebner
- Montage : Britta Nahler
- Production : Danny Krausz, Kurt Stocker
- Sociétés de production : Dor Film, ÖRF, Bayerischer Rundfunk
- Société de distribution : Ventura Film, Pyramide Distribution (France)
- Pays d'origine :  Autriche,  Allemagne
- Langue : allemand
- Format : Couleurs - 1,66:1 - Dolby Digital - 35 mm
- Genre : Drame
- Durée : 95 minutes
- Dates de sortie :
  -  Autriche : 19 juin 1998.
  -  Pays-Bas : 9 juillet 1998.
  -  États-Unis : 9 octobre 1998.
  -  Suisse : 15 janvier 1999.
  -  Allemagne : 4 mars 1999.
  -  Hongrie : 25 mars 1999.
  -  Espagne : 9 avril 1999.
  -  Royaume-Uni : 28 mai 1999.
  -  France : 2 juin 1999[1].
  -  Suède : 16 juillet 1999.

## Distribution
- Simon Schwarz : Lukas
- Sophie Rois : Emmy
- Lars Rudolph (de) : Severin
- Tilo Prückner : Le contremaître
- Ulrich Wildgruber (de) : Danninger
- Julia Gschnitzer (de) : La vieille Nane
- Elisabeth Orth : Rosalind

## Récompenses et nominations
Présenté dans de nombreux festivals, remportant les grands prix du Festival international du film de Flandre-Gand et du Festival international du film de Rotterdam, le Prix FIPRESCI du Festival international du film de Valladolid, le film est sélectionné par l'Autriche pour l'Oscar du meilleur film en langue étrangère lors de la 71e cérémonie en 1999.